# Finnenstadium

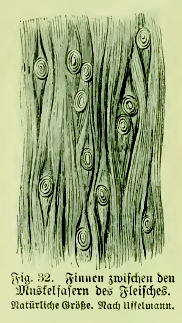
Finnen zwischen den Muskelfasern von Fleisch

Unter dem Finnenstadium wird das Larvenstadium eines Bandwurms verstanden, die Larve eines Bandwurmes selbst wird Finne genannt. Von Finnen befallenes Fleisch bezeichnet man als finnig.
Nach ihren Erscheinungsformen werden Finnen unterschiedlich bezeichnet:
1. Echinokokkenblase, Hydatide oder Metazestode sind Finnen des Dreigliedrigen Hundebandwurms oder Fuchsbandwurms
2. Prozerkoid
3. Plerozerkoid oder Vollfinne
4. Zystizerkoid
5. Zystizerkus, Blasenwurm, oder Finne im eigentlichen Sinn bezeichnen das Larvenstadium der Gattung Taenia (etwa Fisch-, Rinder- und Schweinebandwurm)
6. Strobilozerkus, Finnenblase mit aufgeknäueter Gliederkette, typisch für Hydatigera wie dem Dickhalsigen Bandwurm

Durch die Aufnahme (Ingestion) von Bandwurmeiern, die aus dem Darm eines befallenen Wirtes ausgeschieden wurden, infiziert sich ein Zwischenwirt. Aus den Eiern entwickeln sich die Finnen, die sich vom Fleisch des Zwischenwirtes ernähren und oft dessen Tod durch Organversagen herbeiführen. Wenn der Kadaver von den fleischfressenden Endwirten gefressen wird, gelangen die Finnen schließlich in dessen Darm, wo sie sich zu adulten Bandwürmern entwickeln – der Fortpflanzungszyklus kann von vorne beginnen.
Der Mensch ist für den Fisch-, Rinder- und Schweinebandwurm ein Endwirt, der durch einen Befall mit den adulten Würmern nur selten ernsthaft gefährdet wird. Eine Infektion des Menschen soll durch die systematische Fleischbeschau von Rinder- und Schweinefleisch möglichst ausgeschlossen werden.
Im Gegensatz dazu sind die Finnen von Hundebandwurm (Echinococcus granulosus) und Fuchsbandwurm (Echinococcus multilocularis) für den Menschen gefährlich, da er hier als Zwischenwirt fungiert: für die Erkrankung sind die Finnen selbst und nicht die Adultformen verantwortlich. Nach einer Infektion entwickelt sich eine zystische (Hundebandwurm) oder alveoläre Echinokokkose (Fuchsbandwurm), v. a. Letztere kann unbehandelt bis zum Tod führen.
Der Mensch ist für Finnen hier ein Fehlwirt, da dessen Leichnam normalerweise nicht gefressen und somit die Fortpflanzung des Bandwurms unterbunden wird. Die Zwischenwirte bei Hunde- und Fuchsbandwürmern sind in der Regel Mäuse, Ratten und Hasen.